# Jason Buxton
Jason Buxton (New York, ...) è un regista canadese conosciuto per aver diretto il film Blackbird.

## Biografia
Ha iniziato la sua carriera di regista dirigendo tre corti: A Fresh Start, The Garden e The Drawing, prima di debuttare nel 2012 col suo primo film, Blackbird. 
Blackbird ha ricevuto due premi al 1st Canadian Screen Awards, ed è stato nominato per la sceneggiatura originale. Buxton è stato inoltre il co-scenografo di Antiviral che ha ricevuto il premio come miglior film al Toronto International Film Festival nel 2012. 

## Filmografia

### Regista
- A Fresh Start(2001) - cortometraggio
- The Garden (2003) - cortometraggio
- The Drawing (2004) - cortometraggio
- Blackbird (2012)
- Solo: A Portrait of Angela Hewitt (2018) - cortometraggio
- Sharp Corner (2024)